# Lagun Air

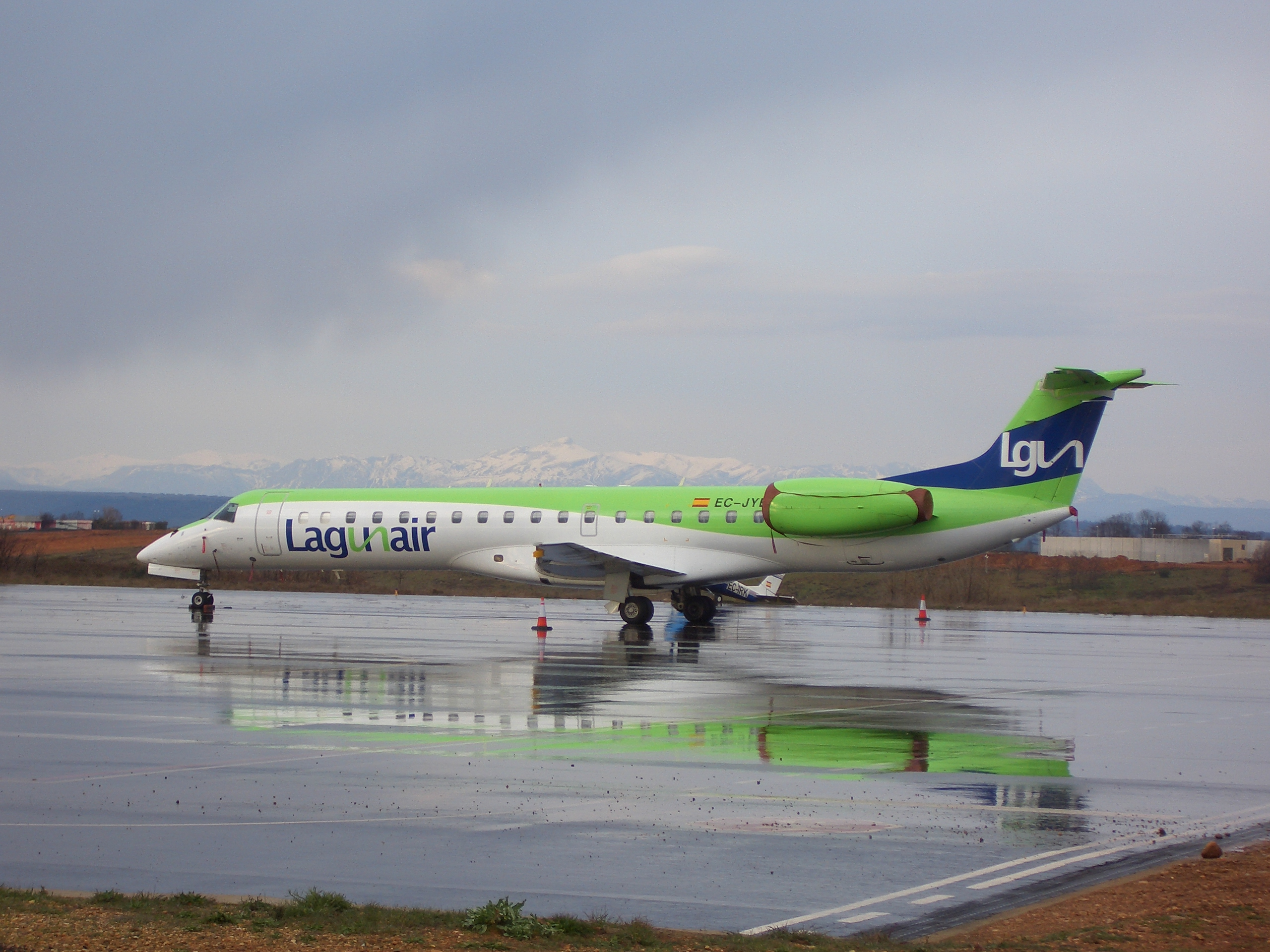
ERJ 145 en el Aeropuerto de León.

LagunAir (IATA: N7, OACI: LGA, y Callsign: LagunAir) era una aerolínea española, con sede en la ciudad de León, el nombre de la compañía proviene del euskera lagun (amigo) y del inglés air. Operaba vuelos nacionales que unían las ciudades de León, Valladolid y Salamanca con Barcelona, Palma de Mallorca y Valencia, además de otros destinos estivales. 
La compañía ofrecía la adquisición de billetes electrónicos (mediante Internet) desde mayo de 2005. Además, alcanzó acuerdos con mayoristas de viajes de España como Travelplan, Solplan e Iberojet.

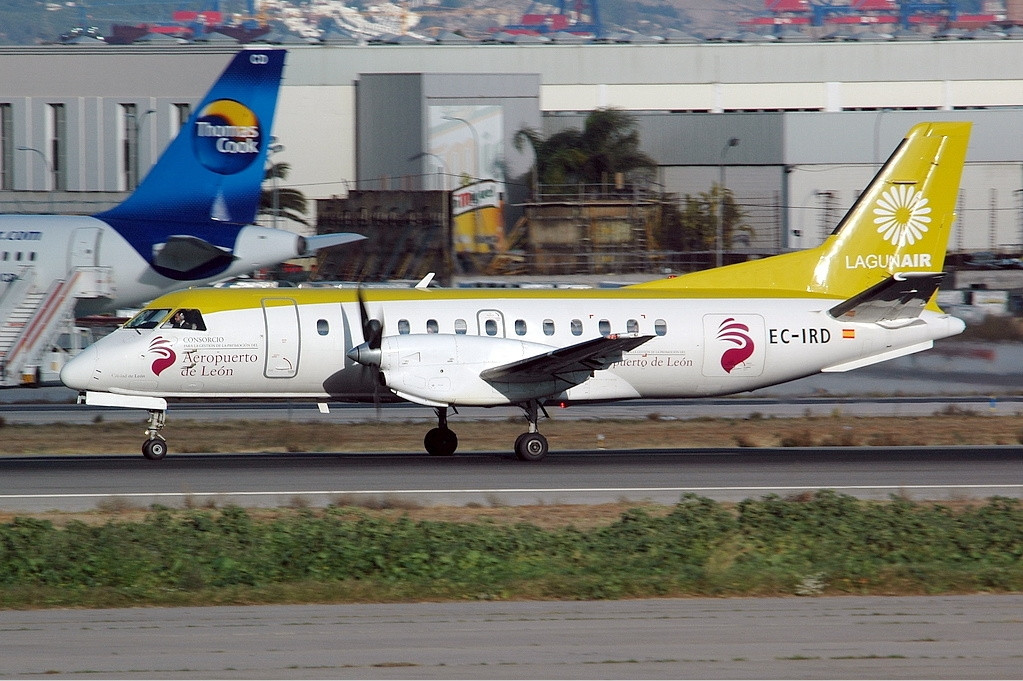
Saab 340 de Lagunair en el Aeropuerto de Málaga.

La flota inicial de la empresa consistía en aviones SAAB 340-A de fabricación sueca, muy limitados en autonomía de vuelo y en capacidad (33 pasajeros en total), que se fueron sustituyendo progresivamente. En sus últimos años de vida, su flota consistía en 3 Embraer ERJ 145 de fabricación brasileña, con capacidad para 50 pasajeros. Con estas compras Lagunair dio el salto a los reactores con el objetivo de acometer su plan de convertirse en una aerolínea regional y operar desde León, Valladolid y Salamanca.

## Historia
A pesar de su reciente creación, LagunAir ha estado en manos de dos grupos empresariales distintos. Desde su primer vuelo, en septiembre de 2003, hasta enero de 2005, LagunAir estuvo presidida por José Miguel Sáez (presidente) y Juan José Canedo (vicepresidente), dentro del llamado "Consorcio del Aeropuerto de León" y llegó a contar con 62 empleados. Los directores de la empresa justificaron el cierre por las dificultades técnicas del Aeropuerto de León y la inadecuada gestión de este aeropuerto por AENA (según publicó El Diario de León, 31 de diciembre de 2004). Los contratos de los 62 trabajadores quedaron rescindidos el 15 de enero de 2005.
Algunas semanas después, el Grupo Empresarial AGELCO (Agrupación de Empresarios Leoneses de la Construcción) adquiere la totalidad del accionariado de LagunAir.
Desde este momento y con el eslogan “con otro aire”, la compañía toma otros rumbos. Un nuevo espíritu de renovación impregna el sentir del nuevo camino que empieza LagunAir, comienza una etapa llena de novedades, la imagen sufre un cambio radical, modificándose el logotipo y toda la uniformidad corporativa, y se comienza a trabajar en una nueva e innovadora política que beneficie y diferencie a la compañía en el sector.
Progresivamente a la puesta en práctica de la nueva filosofía de actuación, a lo largo de marzo de 2005, LagunAir fue retomando las conexiones aéreas a diferentes ciudades del arco Mediterráneo, Palma de Mallorca, Valencia, Alicante y Málaga, quedaron definitivamente enlazadas con León. Siendo reforzadas durante la época estival con nuevas rutas a Jerez, Menorca e Ibiza.
El éxito de la nueva operativa y la demanda del sector turístico y empresarial leonés llevó a LagunAir a tomar la decisión de incrementar su línea de negocios, combinando los vuelos regulares con el mercado del chárter.
Paralelamente al incremento de la oferta de vuelos, LagunAir fue mejorando su servicio al cliente con la apertura en el centro de León, de las nuevas oficinas y su central de atención al cliente y reservas. De igual manera, en las instalaciones del aeropuerto de La Virgen del Camino en León agrupó su central de operaciones y servicios de mantenimiento.
El logo tipo de LagunAir también ha sufrido cambios, en la época del consorcio constaba de una especie de flor o círculo de aspas con unas letras sobrias que decían "LAGUNAIR". Pero desde la compra por parte de AGELCO se cambiaron esas letras por una de serigrafía mucha más moderna pero manteniendo el círculo de aspas.
A finales de 2006 la compañía decidió, para dar su salto a los aeropuertos castellanos y leoneses, cambiar su logo de nuevo con un moderno y práctico "l a g un a i r" de color azul y verde que enlaza la "u" y la "n".
En la actualidad la aerolínea se encuentra en concurso de acreedores. Debido a los problemas económicos de la empresa y a enfrentamientos con la Junta de Castilla y León, los vuelos de esta empresa en el aeropuerto de Burgos solo han funcionado entre julio y el 30 de septiembre, aunque no se descarta volver al aeropuerto burgalés si la aerolínea resurgiese.
El 8 de octubre de 2008, se publicó de manera oficial en su página web el cese temporal de sus operaciones a partir de las 00:00 horas del 9 de octubre, debido a las dificultades económicas que sufre la industria aeronáutica, supuestamente recolocando a sus 150 empleados en la compañía Air Nostrum, recolocación que ha sido negada por el comité de la empresa y por ahora se sigue sin conocer el futuro de sus tres Embraer ERJ-145, aunque uno de ellos ha operado para la fallida Ándalus Líneas Aéreas.

## Flota
La flota de LagunAir consistió en los siguientes aviones:
| Aeronaves       | Total | Introducido | Retirado | Matrículas                              |
| --------------- | ----- | ----------- | -------- | --------------------------------------- |
| Embraer ERJ 145 | 3     | 2006        | 2008     | EC-KSS, EC-KBI y EC-JYB                 |
| Saab 340        | 5     | 2003        | 2005     | EC-IRD, EC-IVD, EC-IRR, EC-IUP y SE-KPE |

## Destinos
| Destinos             | Aeropuertos                        | Desde          | Desde          | Desde          | Desde          |
| Destinos             | Aeropuertos                        | RGS            | LEN            | SLM            | VLL            |
| -------------------- | ---------------------------------- | -------------- | -------------- | -------------- | -------------- |
| Barcelona            | Aeropuerto de Barcelona-El Prat    | X              | X              | X              | X              |
| Burgos               | Aeropuerto de Burgos               | HUB secundario | HUB secundario | HUB secundario | HUB secundario |
| Ibiza                | Aeropuerto de Ibiza                |                | X              |                |                |
| Jerez de la Frontera | Aeropuerto de Jerez                |                | X              |                |                |
| León                 | Aeropuerto de León                 | HUB principal  | HUB principal  | HUB principal  | HUB principal  |
| Málaga               | Aeropuerto de Málaga-Costa del Sol |                | X              | X              | X              |
| Menorca              | Aeropuerto de Menorca              |                | X              | X              | X              |
| Palma de Mallorca    | Aeropuerto de Palma de Mallorca    | X              | X              | X              | X              |
| Salamanca            | Aeropuerto de Salamanca            | HUB secundario | HUB secundario | HUB secundario | HUB secundario |
| Valencia             | Aeropuerto de Valencia             |                | X              |                | X              |
| Valladolid           | Aeropuerto de Valladolid           | HUB secundario | HUB secundario | HUB secundario | HUB secundario |